# 池承炫
池承炫（韓語：지승현，1981年12月19日—），韓國男演員。

## 演出作品

### 電視劇
- 2010年：SBS《愛情的代價》飾演 急診室醫生
- 2011年：JTBC《仁粹大妃》飾演 南怡
- 2013年：tvN《請回答1994》飾演 馬山富二代三人組1（特别出演）
- 2014年：KBS2《感激時代：鬪神的誕生》飾演 姜凱
- 2014年：KBS《朝鮮槍手》飾演 朴泳孝
- 2014年：JTBC《下女們》飾演 德九
- 2015年：Mnet《七顛八起具海拉》飾演 扁勝閔
- 2015年：SBS《Mrs. Cop》飾演 吳英南
- 2016年：KBS《太陽的後裔》飾演 安正俊
- 2016年：KBS《月桂樹西裝店的紳士們》飾演 洪基標
- 2017年：SBS《李判史判》飾演 崔景浩
- 2017年：OCN《壞傢伙們：惡的都市》飾演 周材必（特别出演）
- 2018年：SBS《訓南正音》飾演 姜突進（特别出演）
- 2018年：tvN《陽光先生》飾演 宋英
- 2018年：KBS《Lovely Horribly》飾演 史東哲
- 2019年：tvN《請輸入檢索詞WWW》飾演 吳鎮宇
- 2019年：JTBC《我的國家》飾演 朴治道
- 2020年：OCN《法外搜查》飾演 卓源
- 2020年：JTBC《模範刑警》飾演 柳政錫
- 2020年：KBS2《Drama Special—冰隙》飾演 林尚贤
- 2021年：WAVVE《愛情場景編號》饰演 禹云范
- 2021年：KBS《你好？是我！》飾演 楊道允
- 2021年：tvN《你是我的春天》飾演 徐昰那
- 2021年：tvN《智異山》飾演 金南植（特别出演）
- 2022年：SBS《為何是吳秀才》飾演 崔周莞
- 2022年：KBS2《現在很美麗》飾演 青年李慶哲（特别出演）
- 2022年：KBS2《謝幕：樹立而死》飾演 朴世俊
- 2023年：Disney+《舊案尋兇2》饰演 禹章益（特别出演）
- 2023年：MBC《恋人》饰演 具遠武
- 2023年：KBS《高麗契丹戰爭》飾演 杨规
- 2023年：SBS《7人的逃脫》飾演 嚴智萬（特别出演）
- 2023年：Disney+《惡中之惡》飾演 石道亨
- 2024年：SBS《好搭档》飾演 金智尚
- 2024年：Disney+《江南B-Side》饰演 李康守
- 2024年：SBS《熱血司祭2》飾演 李隊長（客串出演）

### 電影
- 2009年：《风》飾演 金正完
- 2011年：《朝鮮名探長：烈女門秘辛》飾演 客主
- 2013年：《櫻桃呀，戀愛吧》飾演 李吉俊
- 2013年：《朋友2》飾演 衡頭（青年）
- 2014年：《技術者們》飾演 刑警
- 2015年：《無賴漢》飾演 商城社長
- 2017年：《普通人》飾演 朴東圭
- 2018年：《拼圖殺機（朝鲜语：퍼즐 (영화)）》飾演 鄭道俊
- 2018年：《鄰家哥哥》
- 2019年：《娑婆訶》飾演 金哲鎮
- 2019年：《壞傢伙們：The Movie（朝鲜语：나쁜 녀석들: 더 무비）》飾演 南英奎
- 2019年：《完美男人（朝鲜语：퍼펙트맨）》飾演 欒多利
- 2020年：《剑客》
- 2020年：《竊聽行動（朝鲜语：이웃사촌）》 飾演 東赫
- 2021年：《車仁表怎麼了（朝鲜语：차인표 (영화)）》飾演 姜道哲
- 2022年：《热血》饰演 哲镇
- 2024年：《宗教与黑道》饰演 道弼[1]
- 待定：《我的朋友是杀人犯》[2]

## 獎項及提名
| 年份   | 頒獎典禮                   | 獎項                            | 作品             | 結果 |
| ------ | -------------------------- | ------------------------------- | ---------------- | ---- |
| 2022年 | SBS演技大獎                | 迷你劇類型及奇幻部門 男子助演獎 | 《為何是吳秀才》 | 提名 |
| 2023年 | KBS演技大獎                | 長篇電視劇部門 男子優秀演技獎   | 《高麗契丹戰爭》 | 獲獎 |
| 2023年 | KBS演技大獎                | 男子網路人氣獎                  | 《高麗契丹戰爭》 | 獲獎 |
| 2024年 | 第60屆百想藝術大獎         | TV部門 男子配角賞               | 《高麗契丹戰爭》 | 提名 |
| 2024年 | 第15屆韓國電視劇節         | 優秀男演員                      | 《高麗契丹戰爭》 | 獲獎 |
| 2024年 | 第32届大韩民国文化演艺大奖 | 电视剧部门 优秀演技奖           | 《好搭档》       | 獲獎 |

## 外部連結
- 官方网站
- 池承炫的Instagram帳戶
- 池承炫在NAVER上的资料
- 池承炫在韩国电影数据库（KMDb）上的資料（韓語）
- 池承炫在互联网电影资料库（IMDb）上的資料（英文）